# Partiti politici italiani
Nella Repubblica Italiana, un partito politico, qual è definito dall'articolo 49 della Costituzione della Repubblica Italiana, è una libera associazione di cittadini, costituita al fine di determinare democraticamente la vita politica.

## Descrizione

### Fondamento costituzionale
Sebbene la carta costituzionale sancisca la necessità della figura del partito politico, non ne delinea la personalità giuridica né tanto meno formalizza le sue modalità organizzative. Ciò è da sempre elemento di forte dibattito istituzionale ed ha evidenziato la necessità di una precisa attuazione legislativa del disposto costituzionale.
Generalmente, i partiti politici italiani sono costituiti come associazioni non riconosciute.
Il riferimento al “metodo democratico” fu invece inteso in senso puramente esterno ad ogni singolo partito: "Questo ebbe anche la conseguenza di escludere la possibilità di adire il giudice ordinario per le controversie interne ai partiti (e quindi, da allora in avanti, una giurisprudenza costante ha sempre rigettato ricorsi di questo genere per “difetto di giurisdizione”). In questo modo si riproduceva l'autodichia della forma partito, anche se con ovvie differenze dovute alla forte attenuazione del principio gerarchico e della leadership personale. Dal regime di partito si passò al regime di partiti, ma pur sempre in una cornice di autoreferenzialità giuridica."

### Finanziamento

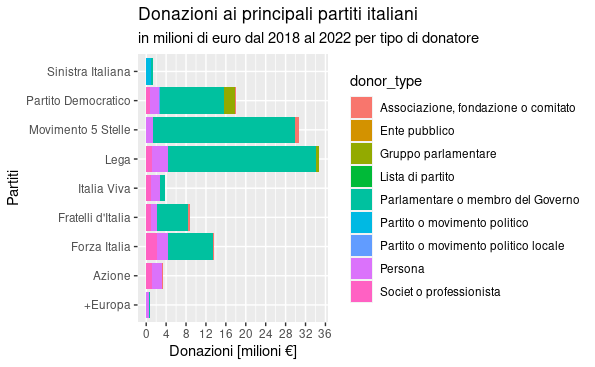
Fonte : [https://soldiepolitica.it/ Soldi e politica

La crisi della «Prima Repubblica», in Italia, si è prodotta anche a causa di un asservimento dell'interesse pubblico alle strategie di consenso e di potere della politica, secondo una concezione paternalistica che, alla fine, ha travolto il prestigio dei partiti storici.
Alla luce del superamento dei precedenti sistemi elettorali e politici, nella cosiddetta Seconda Repubblica ci si è chiesto se i partiti italiani - in misura maggiore degli altri Paesi europei - continuano a sostenere le loro attività gravando sulla legalità e sull'economia del Paese.
In particolare, l'evoluzione del sistema politico avrebbe inciso sulle modalità stesse della raccolta di denaro per il finanziamento alla politica. Per converso, "l'indebolimento dei partiti ed il peso pubblico dei sistemi economico-finanziari ha prodotto un cambiamento di gerarchie e di forme dell'attività di corruzione. Non sono più i partiti, ma il sistema partitocratico a tenere in mano le briglie e ad assegnare i ruoli in un contesto fortemente centralizzato e controllato. Sono singoli imprenditori o gruppi di imprenditori che, attraverso un'azione penetrante di condizionamento e di vero e proprio orientamento delle scelte pubbliche, si appropriano delle risorse e ne distribuiscono, anche illecitamente, i vantaggi".
In Italia il finanziamento pubblico ai partiti ebbe inizio con la legge 195/1974, che suscitò da subito un dibattito assai acceso. Nonostante l'esito favorevole del referendum abrogativo del 1993, il finanziamento è stato di fatto reintrodotto negli anni successivi con una nuova disciplina del "rimborso elettorale", cui accedono tutti i partiti che superano la soglia dell'1% dei voti, ma dalla fine del 2016 si passerà ad un sistema a contribuzione defiscalizzata.
Tuttavia, la modalità di controllo della spesa - rendicontata dai partiti per ottenere il finanziamento - ha destato ancora notevoli criticità.
L'art. 9 della legge 6 luglio 2012, n. 96, che istituiva la "Commissione per la trasparenza e il controllo dei bilanci dei partiti e dei movimenti politici" con il compito di controllare i suddetti rendiconti, sostituendo il "Collegio dei revisori" precedentemente incaricato di svolgere i medesimi controlli soltanto sotto il profilo formale, ha previsto una verifica per la "conformità delle spese effettivamente sostenute e delle entrate percepite alla documentazione addotta a prova delle stesse" (cfr. art.9, comma quinto). La difficoltà - emersa quando la Commissione si dichiarò nell'impossibilità di effettuare i controlli, con una lettera ai presidenti delle Camere resa nota dalla stampa - indusse il legislatore ad intervenire nuovamente e, dopo una lettura alla Camera nel luglio 2015 ed una al Senato in testo conforme, entrò in vigore la legge 27 ottobre 2015, n. 175 (detta legge Boccadutri dal nome del suo primo firmatario).

### Storia dei partiti in Italia

#### Regno d'Italia (1861-1946)

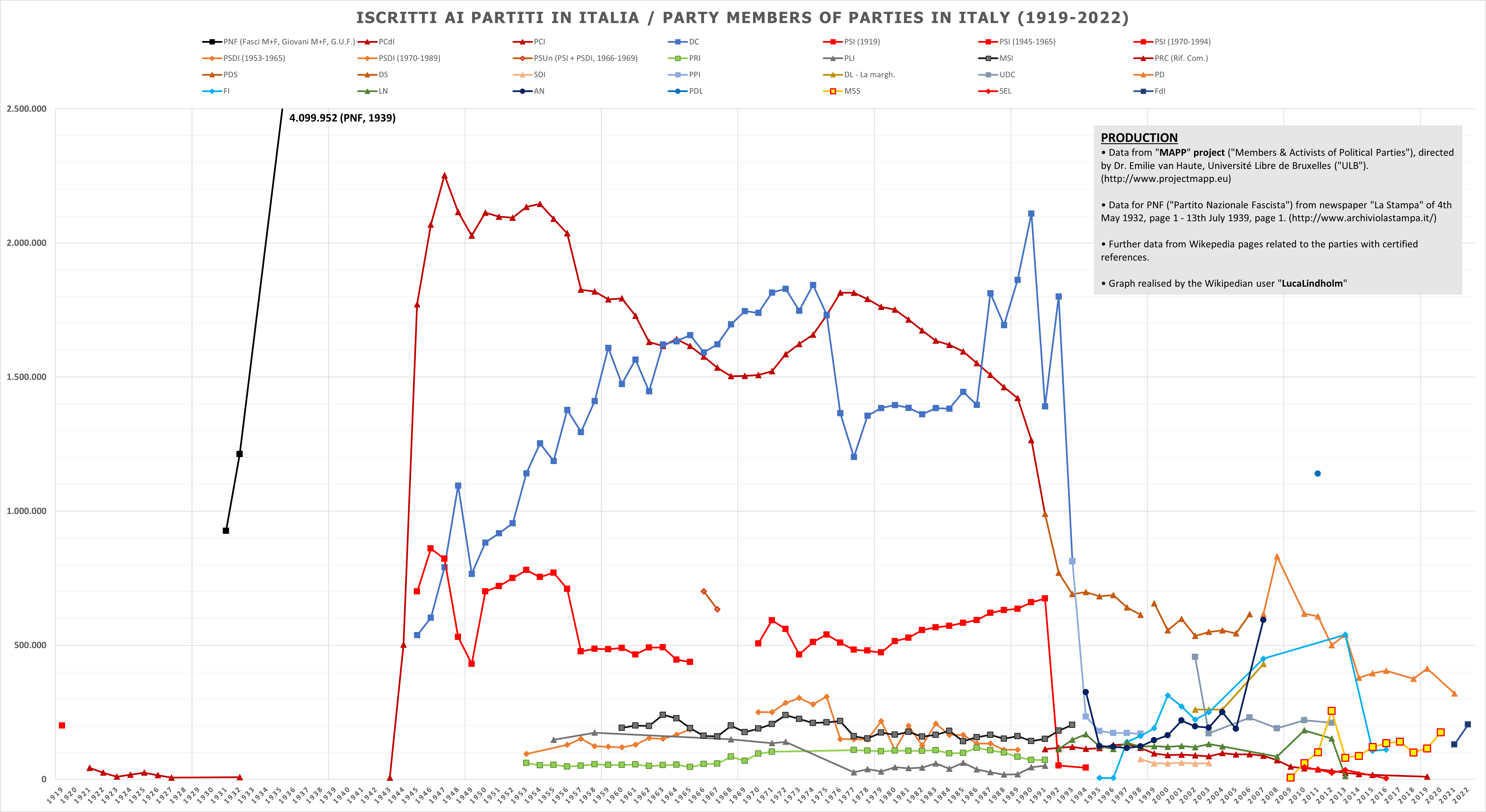
Grafico dell'andamento del numero di iscritti ai partiti politici italiani (1919-2022)

In Italia si può parlare di partiti politici moderni a partire dal 1892, quando venne fondato il Partito Socialista Italiano. Fino a quel momento i principali raggruppamenti politici del paese, la destra storica e la sinistra storica, non erano classificabili come partiti, bensì come semplici "cartelli" di notabili (ed erano chiamati i "ministeriali"), ciascuno con un proprio feudo elettorale, che si riunivano in gruppi a seconda delle proprie idee. Questi due gruppi politici erano considerati i due poli dell'area liberale. Alla loro sinistra si schieravano i Repubblicani, che rappresentarono l'estrema sinistra parlamentare fino al 1892, e che si organizzarono in un vero e proprio partito solo nel 1895.
Questi tre gruppi politici, i liberali, i repubblicani e i socialisti, si sono sempre considerati gli eredi diretti delle correnti che avevano dato vita al Risorgimento. E in effetti ciascuna di esse si ricollega ad un preciso "Padre della Patria": i liberali a Cavour, i repubblicani a Mazzini e i socialisti a Garibaldi.
Invece il Partito Socialista Italiano sin dagli inizi si prefigura come un partito di massa, la forma partitica che sarà predominante per tutto il Novecento, seguito qualche anno dopo dai movimenti politici cattolici, la Democrazia Cristiana Italiana di Romolo Murri e il Partito Popolare Italiano fondato da don Luigi Sturzo nel 1919. Non a caso entrambi i partiti otterranno notevoli successi elettorali fino all'avvento del fascismo, contribuendo in maniera determinante alla perdita di forza e autorevolezza della vecchia classe dirigente liberale, che non era stata capace di strutturarsi in una forma partitica in grado di affrontare le nuove sfide della società.
Nel 1914 Benito Mussolini fondò il Fascio d'azione rivoluzionaria, nel 1919 costituì i Fasci italiani di combattimento e nel 1921 diede vita al Partito Nazionale Fascista.
Infine nel 1921 da una scissione del Partito Socialista nacque il Partito Comunista d'Italia. Al momento della sua fondazione, avvenuta nel 1921, il PCI non era diverso dagli altri partiti comunisti europei, decisamente minori rispetto ai "fratelli" socialisti o socialdemocratici e privi di un radicamento effettivo nelle masse e nella classe proletaria, in quanto prediligevano il ruolo di avanguardia rivoluzionaria tracciato da Lenin nelle sue opere politiche.
Questi tre soggetti, il cattolico, il fascista ed il comunista, nati nel breve periodo che intercorre fra la fine della prima guerra mondiale e l'avvento del fascismo, possono essere considerati la seconda generazione dei partiti italiani, quella dei partiti di massa, tipicamente contraddistinti dai colori: i "bianchi", i "neri" e i "rossi".

#### Prima Repubblica (1946-1993)

Grafico delle elezioni politiche nella Repubblica Italiana, espressi in termini relativi (1946-2022)

Nel secondo dopoguerra i partiti di massa furono la Democrazia Cristiana e il Partito Comunista Italiano: questa fu una delle peculiarità del sistema politico italiano. Il ruolo fondamentale svolto dal movimento comunista nella Resistenza ha consentito però al PCI di prendere il posto del Partito Socialista Italiano come rappresentante della classe operaia e di diventare stabilmente, dopo il 1948, il secondo partito italiano nonché il primo della sinistra. Il PCI ha rappresentato, praticamente in maniera continua, l'opposizione ai governi centristi della DC e a quelli DC-PSI e alleati per oltre quarant'anni.
Questa problematica situazione ha condizionato fortemente il sistema politico italiano, in quanto mentre negli altri paesi europei la presenza di forti partiti socialisti, socialdemocratici o laburisti, ma sempre privi di legami con l'URSS, consentiva l'alternanza di governo, in Italia la pregiudiziale anticomunista e antisovietica rendeva impossibile tale alternanza. Questo spiega la permanenza ininterrotta al potere per oltre mezzo secolo della Democrazia Cristiana, il partito sorto dalle ceneri del PPI di don Luigi Sturzo, dal Governo Badoglio II al Governo Ciampi. Dal 1953 mai ha avuto i voti sufficienti a governare da sola il Paese, a causa del sistema elettorale italiano completamente proporzionale. Questo spiega inoltre il notevole potere che sino al 1992 hanno avuto i partiti "laici" (Partito Liberale Italiano, erede del liberalismo prefascista e ottocentesco, Partito Socialista Democratico Italiano, nato dal PSI nel 1947, Partito Repubblicano Italiano), necessari per la formazione di maggioranze parlamentari.
La necessità di accordi continui fra partiti ha portato alla  partitocrazia, l'occupazione, da parte dei partiti, di tutti i gangli dell'amministrazione pubblica, con l'inevitabile corollario di corruzione, nepotismo, inefficienza. Questo, insieme alle crisi delle ideologie e alla fine della guerra fredda, ha portato ad una generale perdita di credibilità e autorevolezza dei partiti, iniziata durante gli anni ottanta con il calo graduale ma inesorabile dei consensi di PCI e DC, e culminati nel crollo successivo all'inchiesta di Mani Pulite del 1992. A questa domanda di rinnovamento proveniente dalla società italiana si deve aggiungere però il deteriorarsi del partito di massa, ormai superato: non è un caso che dopo la disgregazione di PCI e DC e la scomparsa del PSI e dei partiti laici le nuove forze politiche emergenti siano movimenti fondamentalmente "personali" come Forza Italia, creata nel 1994 dal noto imprenditore Silvio Berlusconi, nonché partiti di protesta come la Lega Nord di Umberto Bossi.
Tra i partiti sorti negli anni novanta (è necessario evidenziare l'evoluzione del neofascista Movimento Sociale Italiano - Destra Nazionale in Alleanza Nazionale e la evoluzione del PCI nel Partito Democratico della Sinistra, socialisti democratici, con la conseguente scissione della ala euro-comunista, Partito della Rifondazione Comunista) bisogna comunque notare che, a più di dieci anni di distanza dall'apparente crollo della nomenclatura della Prima Repubblica, i partiti italiani con difficoltà sono giunti ad un sistema bipolare.

#### Seconda Repubblica
Alcuni ritengono che il cospicuo numero di partiti della Prima Repubblica fosse dovuto al sistema completamente proporzionale, e quindi con i referendum del 1991 e del 1993 di fatto si chiese di sostituirlo con un maggioritario secco (first-past-the-post). Ciò è avvenuto solo in parte, in quanto è stato creato un sistema misto (la legge Mattarella, anche noto giornalisticamente come "Mattarellum") con una quota maggioritaria per il 75% dei seggi e il restante assegnato tramite proporzionale. Tuttavia in poco tempo è stato chiaro che in un sistema come quello italiano, caratterizzato da numerosi partiti a forte base regionale e privo di forze politiche paragonabili ai partiti europei, il maggioritario invece che diminuire moltiplicava il numero di partiti: il maggioritario secco spinge alla formazione di coalizioni, nelle quali i partiti minori hanno buon gioco nel chiedere un certo numero di seggi sicuri in cambio del proprio appoggio, quasi sempre determinante. Anche l'ultima riforma elettorale del 2006, che restaura un proporzionale, che all'atto pratico è un maggioritario a collegio unico ed elimina le preferenze, conferisce un certo potere alla classe dirigente dei partiti e rende impossibile una penetrazione di essi da parte della società civile.
Nel 1993, il referendum sull'abolizione del finanziamento pubblico ai partiti ottiene la maggioranza dei voti. La legge n. 156 del 26 luglio 2002 abbassa dal 4 all'1% il quorum per ottenere il rimborso elettorale e abolisce il tetto massimo di spesa per lo Stato.

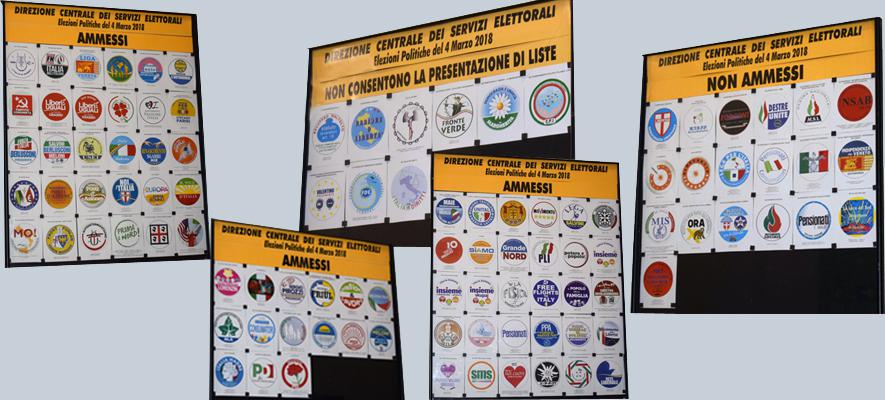
Contrassegni ammessi e non ammessi alle elezioni del 2018

A partire dalle elezioni del 2006 si è andato affermando un netto bipolarismo (tendente addirittura anche al bipartitismo vero e proprio) dopo la riforma della legge elettorale dell'anno precedente (Legge Calderoli, detta gergalmente il "Porcellum", che premiava le coalizioni); si presentarono due coalizioni per le elezioni politiche:
- Casa delle Libertà, coalizione politica di centro-destra: raggruppa partiti e movimenti ispirati a valori legati al centrismo e al cristianesimo democratico, di destra conservatrice, federalista, liberale con una propensione al liberismo;
- L'Unione, coalizione politica di centro-sinistra: raggruppa partiti e movimenti ispirati al centrismo riformista, alla socialdemocrazia, al liberalismo sociale e alla sinistra radicale.

Dopo la caduta del Governo Prodi II, le alleanze sono notevolmente mutate.
Alle elezioni politiche del 2008 si sono presentati:
- il Partito Democratico, nato dall'unione della Margherita, centrista, con i Democratici di Sinistra e forze di centro-sinistra, ha deciso di sciogliere la coalizione de l'Unione, alleandosi solo con l'Italia dei Valori ed accogliendo nelle proprie liste 9 candidati radicali nonché 2 candidati del Movimento Repubblicani Europei, nato da una scissione del Partito Repubblicano Italiano;
- i partiti della sinistra radicale (PRC, PdCI, Verdi, SD) si sono raggruppati nella lista "La Sinistra l'Arcobaleno";
- il rinato Partito Socialista si è presentato autonomamente;
- FI, AN ed alcuni partiti minori si sono presentati sotto le insegne de Il Popolo della Libertà. Il PdL si è alleato con la Lega Nord e con il Movimento per le Autonomie;
- l'UDC, rifiutatasi di entrare nel PdL, si è presentato autonomamente alle elezioni del 13 aprile 2008, stringendo un accordo la Rosa per l'Italia;
- La Destra ha abbandonato gli ex-alleati per formare una lista unitaria di destra nazionalista e sociale con la Fiamma Tricolore.

Con le elezioni politiche del 2013 lo schema politico è tornato ad allargarsi. A questa consultazione elettorale, oltre a numerosi altri partiti e movimenti minori, le principali liste erano:
- Coalizione di centro-destra: Coalizione che comprende Il Popolo della Libertà, Lega Nord, Fratelli d'Italia, Lista Lavoro e Libertà - 3L, La Destra, Pensionati, Grande Sud, Moderati in Rivoluzione, Intesa Popolare, Movimento per le Autonomie, Cantiere Popolare, Liberi per una Italia Equa e Basta Tasse;
- Con Monti per l'Italia: Coalizione di centro, composta da Scelta Civica, Unione di Centro, Futuro e Libertà per l'Italia e Movimento Associativo Italiani all'Estero;
- Italia. Bene Comune: Coalizione di centrosinistra che raggruppa Partito Democratico, Sinistra Ecologia Libertà, Centro Democratico, Il Megafono - Lista Crocetta, Moderati, Partito Socialista Italiano, Südtiroler Volkspartei, Partito Autonomista Trentino Tirolese, Verdi del Sudtirolo e Autonomie Liberté Participation Écologie;
- Movimento 5 Stelle: forza politica che si pone come movimento di cittadini liberi per il rispetto della democrazia e per la trasparenza delle istituzioni della repubblica Italiana;
- Rivoluzione Civile, lista elettorale che comprende Italia dei Valori, Rifondazione Comunista, Comunisti Italiani, Verdi, Azione Civile, La Rete 2018 e Movimento Arancione.

Il 16 novembre 2013 il Consiglio Nazionale del Popolo della Libertà e Silvio Berlusconi, approvano la sospensione delle attività del PdL e il contestuale rilancio di Forza Italia, al nuovo partito però non aderiscono le cosiddette Colombe del PdL, la corrente guidata da Angelino Alfano, che forma il Nuovo Centrodestra continuando a sostenere il Governo Letta.
Per l'evoluzione del sistema coalizionale, si veda l'articolo sulle coalizioni politiche italiane.

#### Evoluzione dell'iscrizione ai partiti italiani
Studi internazionali hanno raccolto i dati degli iscritti ai partiti politici italiani. Nel corso del XX secolo l'Italia era il Paese europeo con la militanza partitica più numerosa a livello complessivo, con diversi partiti capaci di raggiungere l'ordine di grandezza dei milioni di iscritti. A inizio secolo il PSI aveva all'incirca 200 000 iscritti, mentre durante il ventennio fascista il PNF sarà capace di raggiungere il milione di iscritti (all'organizzazione principale del partito).
Durante la Prima Repubblica il PCI e la DC riusciranno entrambi a raggiungere picchi di 2 milioni di iscritti in certi periodi (il primo sarà particolarmente dominante nei primi 10-15 anni di vita della repubblica, mentre la seconda otterrà maggiori sostegni popolari tra gli anni sessanta-settanta e a fine anni ottanta). Dopo il crollo dei partiti di massa, dal 1993 nessun partito è più riuscito a raggiungere stabilmente la soglia del milione di iscritti, se non momentaneamente alla nascita del partito stesso: nei primi anni della Seconda Repubblica solo il PDS, poi evoluto in DS e PD, mantenne una struttura capillare sul territorio capace di garantire mediamente mezzo milione di iscritti.
Agli inizi degli anni 2020, i cinque partiti principali (FdI, PD, LSP, M5S e FI) annoverano tutti tra i 50,000 e i 150,000 iscritti a testa.

## I partiti politici attuali

### Partiti parlamentari

#### Partiti maggiori rappresentati in Parlamento
| Partito | Partito                        | Leader         | Collocazione                          | Ideologia principale                  | Camera dei deputati | Senato della Repubblica    | Parlamento Europeo | Consigli regionali |
| ------- | ------------------------------ | -------------- | ------------------------------------- | ------------------------------------- | ------------------- | -------------------------- | ------------------ | ------------------ |
|         | Fratelli d'Italia (FdI)        | Giorgia Meloni | Destra Destra radicale                | Conservatorismo nazionale             | 117 / 400           | 66 / 200                   | 24 / 76            | 163 / 896          |
|         | Partito Democratico (PD)       | Elly Schlein   | Centro-sinistra                       | Progressismo Socialdemocrazia         | 69 / 400            | 36 / 200                   | 21 / 76            | 210 / 896          |
|         | Lega per Salvini Premier (LSP) | Matteo Salvini | Destra/Destra radicale/Estrema destra | Populismo di destra                   | 66 / 400            | 29 / 200                   | 8 / 76             | 117 / 896          |
|         | Movimento 5 Stelle (M5S)       | Giuseppe Conte | Trasversale                           | Populismo                             | 49 / 400            | 26 / 200                   | 8 / 76             | 50 / 896           |
|         | Forza Italia (FI)              | Antonio Tajani | Centro-destra                         | Cristianesimo democratico Liberalismo | 50 / 400            | 20 / 200                   | 8 / 76             | 91 / 896           |
|         | Italia Viva (IV)               | Matteo Renzi   | Centro                                | Liberalismo sociale                   | 6 / 400             | 8 / 200                    | 1 / 76             | 11 / 896           |
|         | Azione (Az)                    | Carlo Calenda  | Centro                                | Liberalismo                           | 10 / 400            | 2 / 200(Nel Misto / Az-RE) | 0 / 76             | 11 / 896           |

1. ↑  Include un deputato iscritto al gruppo NM-MAIE-CP.
2. ↑  Include 3 senatori iscritti al gruppo CdI-UDC-NM-MAIE-CP.
3. ↑  Include un deputato iscritto al gruppo misto/+Europa.
4. ↑  Include un senatore iscritto al gruppo Per le Autonomie.
5. ↑  Partito successore della Lega Nord.
6. ↑  Include un deputato iscritto al Misto / NI.
7. ↑  L'europarlamentare Sandro Gozi viene eletto nella lista Besoin d’Europe alle elezioni europee in Francia.

#### Partiti minori rappresentati in Parlamento
| Partito | Partito                                | Leader                     | Collocazione         | Ideologie principali                  | Camera dei deputati       | Senato della Repubblica         | Parlamento Europeo | Consigli regionali |
| ------- | -------------------------------------- | -------------------------- | -------------------- | ------------------------------------- | ------------------------- | ------------------------------- | ------------------ | ------------------ |
|         | Noi Moderati (NM)                      | Maurizio Lupi              | Centro/Centro-destra | Cristianesimo democratico Liberalismo | 8 / 400 (In NM-MAIE-CP)   | 2 / 200 (In CdI-UDC-NM-MAIE-CP) | 0 / 76             | 12 / 896           |
|         | Europa Verde (EV)                      | Angelo Bonelli             | Centro-sinistra      | Ambientalismo                         | 5 / 400 (In AVS)          | 1 / 200 (In Aut)                | 4 / 76             | 10 / 896           |
|         | Sinistra Italiana (SI)                 | Nicola Fratoianni          | Sinistra             | Ecosocialismo Socialismo democratico  | 4 / 400 (In AVS)          | 2 / 200(Nel Misto / AVS)        | 2 / 76             | 9 / 896            |
|         | Unione di Centro (UDC)                 | Lorenzo Cesa               | Centro/Centro-destra | Cristianesimo democratico             | 1 / 400 (Nel Misto / NI)  | 1 / 200 (In CdI-UDC-NM-MAIE-CP) | 0 / 76             | 5 / 896            |
|         | Democrazia Solidale (DemoS)            | Paolo Ciani                | Centro-sinistra      | Cristianesimo sociale                 | 1 / 400(Nel PD-IDP)       | 0 / 200                         | 1 / 76 (Nel PD)    | 1 / 896            |
|         | +Europa (+E)                           | Emma Bonino                | Centro               | Liberalismo Europeismo                | 2 / 400 (Nel Misto / +Eu) | 0 / 200                         | 0 / 76             | 0 / 896            |
|         | Coraggio Italia (CI)                   | Luigi Brugnaro             | Centro/Centro-destra | Liberalismo conservatore              | 1 / 400 (In NM-MAIE-CP)   | 1 / 200 (In CdI-UDC-NM-MAIE-CP) | 0 / 76             | 0 / 896            |
|         | Centro Democratico (CD)                | Bruno Tabacci              | Centro               | Centrismo                             | 1 / 400(Nel PD-IDP)       | 0 / 200                         | 0 / 76             | 0 / 896            |
|         | Democrazia Cristiana con Rotondi (DCR) | Gianfranco Rotondi         | Centro-destra        | Cristianesimo democratico             | 1 / 400 (In FdI)          | 0 / 200                         | 0 / 76             | 0 / 896            |
|         | Movimento Animalista (MA)              | Michela Vittoria Brambilla | Trasversale          | Animalismo                            | 1 / 400 (In NM-MAIE-CP)   | 0 / 200                         | 0 / 76             | 0 / 896            |
|         | Nuovo PSI (NPSI)                       | Stefano Caldoro            | Centro/Centro-destra | Socialismo liberale                   | 1 / 400 (In FI)           | 0 / 200                         | 0 / 76             | 0 / 896            |
|         | Partito Liberaldemocratico (PLD)       | Luigi Marattin             | Centro               | Liberalismo                           | 1 / 400 (Nel Misto / NI)  | 0 / 200                         | 0 / 76             | 0 / 896            |
|         | Radicali Italiani (RI)                 | Matteo Hallissey           | Centro               | Radicalismo                           | 1 / 400(Nel Misto / +Eu)  | 0 / 200                         | 0 / 76             | 0 / 896            |
|         | Centristi per l'Europa (CpE)           | Pier Ferdinando Casini     | Centro               | Cristianesimo democratico             | 0 / 400                   | 1 / 200 (Nel PD-IDP)            | 0 / 76             | 0 / 896            |

1. ↑  Partito federato con Partito Valore Umano (PVU).
2. ↑  Partito federato in Noi Moderati (NM).
3. ↑  Il deputato Alessandro Battilocchio, con doppia tessera FI / NPSI.
4. ↑  Il deputato Riccardo Magi, con doppia tessera +E / RI.

#### Partiti regionali e locali rappresentati nel Parlamento italiano o nel Parlamento europeo
| Partito | Partito                              | Leader                       | Collocazione             | Ideologia principale              | Camera dei deputati            | Senato della Repubblica | Parlamento Europeo |
| ------- | ------------------------------------ | ---------------------------- | ------------------------ | --------------------------------- | ------------------------------ | ----------------------- | ------------------ |
|         | Südtiroler Volkspartei (SVP)         | Arno Kompatscher             | Centro                   | Autonomismo Popolarismo           | 3 / 400(Nel Misto / Min.Ling.) | 2 / 200 (in Aut)        | 1 / 76             |
|         | Cantiere Popolare (CP)               | Francesco Saverio Romano     | Centro-destra            | Regionalismo                      | 1 / 400 (In NM-MAIE-CP)        | 0 / 200                 | 0 / 76             |
|         | Partito Progressista (PP)            | Massimo Zedda                | Centro-sinistra          | Progressismo                      | 1 / 400(In AVS)                | 0 / 200                 | 0 / 76             |
|         | Sud chiama Nord (ScN)                | Cateno De Luca               | Trasversale              | Autonomismo Meridionalismo        | 1 / 400 (Nel Misto / NI)       | 0 / 200                 | 0 / 76             |
|         | Union Valdôtaine (UV)                | Erik Lavévaz                 | Centro                   | Autonomismo                       | 1 / 400(Nel Misto / Min.Ling.) | 0 / 200                 | 0 / 76             |
|         | Associazione Fassa (Fassa)           | Luca Guglielmi               | Centro-destra            | Cristianesimo democratico         | 0 / 400                        | 1 / 200 (In LSP)        | 0 / 76             |
|         | Campobase (CB)                       | Lorenzo Dellai               | Centro-sinistra          | Autonomismo Cristianesimo sociale | 0 / 400                        | 1 / 200 (In Aut)        | 0 / 76             |
|         | #DiventeràBellissima (#DB)           | Nello Musumeci               | Destra                   | Meridionalismo                    | 0 / 400                        | 1 / 200(In FdI)         | 0 / 76             |
|         | Verdi del Sudtirolo/Alto Adige (VGV) | Elide Mussner Luca Bertolini | Centro-sinistra/Sinistra | Ambientalismo                     | 0 / 400                        | 1 / 200(In Aut)         | 0 / 76             |
|         | Fare!                                | Flavio Tosi                  | Centro-destra            | Liberalismo                       | 0 / 400                        | 0 / 200                 | 1 / 76 (In FI)     |

1. ↑  Partito federato in Noi Moderati (NM)
2. ↑  Partito federato a Fratelli d'Italia (FdI).

#### Partiti rappresentativi degli italiani all'estero presenti nel Parlamento italiano o nel Parlamento europeo
| Partito | Partito                                          | Leader                | Collocazione | Ideologia principale                       | Camera dei deputati     | Senato della Repubblica         | Parlamento Europeo |
| ------- | ------------------------------------------------ | --------------------- | ------------ | ------------------------------------------ | ----------------------- | ------------------------------- | ------------------ |
|         | Movimento Associativo Italiani all'Estero (MAIE) | Ricardo Antonio Merlo | Centro       | Tutela degli italiani residenti all'estero | 1 / 400 (In NM-MAIE-CP) | 1 / 200 (In CdI-UDC-NM-MAIE-CP) | 0 / 76             |

1. ↑  Il deputato Franco Tirelli, con doppia tessera NM / MAIE.

### Partiti extraparlamentari

#### Partiti con rappresentanza nei consigli regionali
| Partito | Partito                                             | Leader                       | Collocazione         | Ideologia principale               | Consigli regionali |
| ------- | --------------------------------------------------- | ---------------------------- | -------------------- | ---------------------------------- | ------------------ |
|         | Democrazia Cristiana (DC)                           | Salvatore Cuffaro            | Centro/Centro-destra | Cristianesimo democratico          | 4 / 896            |
|         | Partito Socialista Italiano (PSI)                   | Enzo Maraio                  | Centro-sinistra      | Socialdemocrazia                   | 3 / 896            |
|         | Moderati (Mod)                                      | Giacomo Portas               | Centro               | Liberalismo                        | 1 / 896            |
|         | Movimento 24 Agosto - Equità Territoriale (M24A-ET) | Piernicola Pedicini          | Trasversale          | Neoborbonismo                      | 1 / 896            |
|         | noi Di Centro (nDC)                                 | Clemente Mastella            | Centro               | Cristianesimo democratico          | 1 / 896            |
|         | Nuovo CDU (NCDU)                                    | Mario Tassone                | Centro               | Cristianesimo democratico          | 1 / 896            |
|         | Partito Repubblicano Italiano (PRI)                 | Corrado De Rinaldis Saponaro | Centro               | Mazzinianesimo Liberalismo sociale | 1 / 896            |
|         | Popolari per l'Italia (PpI)                         | Mario Mauro                  | Centro/Centro-destra | Cristianesimo democratico          | 1 / 896            |
|         | Possibile (Pos)                                     | Francesca Druetti            | Sinistra             | Socialdemocrazia                   | 1 / 896            |
|         | Vita (V)                                            | Sara Cunial                  | Trasversale          | Antivaccinismo                     | 1 / 896            |

1. ↑  Partito federato a Base Popolare (BP).

#### Partiti senza rappresentanza nei consigli regionali
| Partito | Partito                                         | Leader                                          | Collocazione                       | Ideologia principale                            |
| ------- | ----------------------------------------------- | ----------------------------------------------- | ---------------------------------- | ----------------------------------------------- |
|         | Alternativa (Alt)                               | Emanuela Corda                                  | Trasversale                        | Populismo                                       |
|         | Alternativa Popolare (AP)                       | Paolo Alli                                      | Centro                             | Cristianesimo democratico                       |
|         | Ancora Italia per la Sovranità Democratica (AI) | Nicola Vedovino                                 | Trasversale                        | Sovranismo                                      |
|         | Azione Civile (AC)                              | Antonio Ingroia                                 | Sinistra                           | Politiche anti-corruzione                       |
|         | Base Popolare (BP)                              | Gian Mario Spacca                               | Centro                             | Cristianesimo democratico                       |
|         | Democrazia Atea (DA)                            | Carla Corsetti                                  | Sinistra                           | Ateismo Socialismo libertario                   |
|         | Democrazia Cristiana (DC)                       | Denis Martucci                                  | Centro                             | Cristianesimo democratico                       |
|         | Democrazia Cristiana (DC)                       | Nino Luciani                                    | Centro                             | Cristianesimo democratico                       |
|         | Democrazia Cristiana (DC)                       | Angelo Sandri                                   | Centro                             | Cristianesimo democratico                       |
|         | Democrazia Cristiana (DC)                       | Franco De Simoni                                | Centro                             | Cristianesimo democratico                       |
|         | Democrazia Cristiana (DC)                       | Antonio Cirillo                                 | Centro                             | Cristianesimo democratico                       |
|         | Democrazia e Autonomia (DemA)                   | Luigi de Magistris                              | Sinistra                           | Progressismo                                    |
|         | Democrazia Liberale (DL)                        | Vincenzo Palumbo                                | Centro-destra                      | Liberalismo                                     |
|         | Democrazia Sovrana Popolare (DSP)               | Marco Rizzo                                     | Trasversalismo                     | Sovranismo                                      |
|         | Dieci Volte Meglio (10VM)                       | Enrico Maria Bozza                              | Centro                             | Liberalismo                                     |
|         | Europeisti                                      | Raffaele Fantetti                               | Centro                             | Liberalismo Europeismo                          |
|         | Forza Nuova (FN)                                | Roberto Fiore                                   | Estrema destra                     | Neofascismo                                     |
|         | Fronte Verde (FV)                               | Vincenzo Galizia                                | Trasversale                        | Ambientalismo                                   |
|         | Generazioni Future (GF)                         | Ugo Mattei                                      | Sinistra                           | Ambientalismo                                   |
|         | Grande Nord (GN)                                | Roberto Bernardelli                             | Trasversale                        | Federalismo                                     |
|         | Insieme                                         | Giancarlo Infante Eleonora Mosti Maurizio Cotta | Centro                             | Cristianesimo democratico                       |
|         | Il Popolo della Famiglia (PdF)                  | Mario Adinolfi                                  | Centro-destra                      | Conservatorismo sociale                         |
|         | Insieme Liberi (IL)                             | Ugo Rossi                                       | Trasversale                        | Antisistema                                     |
|         | Italexit per l'Italia                           | -                                               | Trasversale/Destra/Estrema destra  | Euroscetticismo                                 |
|         | Italia in Comune (IiC)                          | Alessio Pascucci                                | Centro-sinistra                    | Progressismo                                    |
|         | Italia Reale (IR)                               | Massimo Mallucci                                | Destra                             | Monarchismo                                     |
|         | Liberal Democratici (LD)                        | Italo Tanoni                                    | Centro                             | Liberalismo                                     |
|         | Liberisti Italiani                              | Andrea Bernaudo                                 | Centro-destra                      | Liberismo                                       |
|         | L'Italia C'è (IC'è)                             | Gianfranco Librandi                             | Centro                             | Liberalismo                                     |
|         | Movimento 3V (M3V)                              | Luca Teodori                                    | Trasversale                        | Antivaccinismo                                  |
|         | Movimento delle Destre Unite                    | Massimiliano Panero                             | Estrema destra                     | Nazionalismo                                    |
|         | Movimento Fascismo e Libertà (MFL)              | Carlo Gariglio                                  | Estrema destra                     | Neofascismo                                     |
|         | Movimento Idea Sociale (MIS)                    | Raffaele Bruno                                  | Estrema destra                     | Neofascismo                                     |
|         | Movimento per l'Italexit (MpI)                  | Giuseppe Sottile                                | Trasversale                        | Euroscetticismo                                 |
|         | Movimento Politico Libertas (MPL)               | Antonio Fierro                                  | Centro                             | Cristianesimo democratico                       |
|         | Movimento Repubblicani Europei (MRE)            | Luciana Sbarbati                                | Centro-sinistra                    | Repubblicanesimo Liberalismo sociale            |
|         | Movimento Sociale Fiamma Tricolore (MSFT)       | Daniele Cerbella                                | Estrema destra                     | Neofascismo Nazionalismo italiano               |
|         | Noi Agricoltori & Pescatori (NAP)               | Francesco Amodeo                                | Trasversale                        | Ruralismo                                       |
|         | Noi Ambulanti Liberi (NAL)                      | Irene Fabietto                                  | Trasversale                        | Tutela degli ambulanti                          |
|         | Nuovi Orizzonti per l'Italia (NOI)              | Elisabetta Trenta                               | Trasversale                        | Populismo                                       |
|         | Nuovo MSI (NMSI)                                | Gaetano Saya                                    | Estrema destra                     | Neofascismo                                     |
|         | Partito Animalista Italiano (PAI)               | Cristiano Ceriello                              | Trasversale                        | Animalismo                                      |
|         | Partito Comunista (PC)                          | Alberto Lombardo                                | Estrema sinistra                   | Comunismo                                       |
|         | Partito Comunista dei Lavoratori (PCL)          | Marco Ferrando                                  | Estrema sinistra                   | Comunismo Trotskismo                            |
|         | Partito Comunista Italiano (PCI)                | Mauro Alboresi                                  | Estrema sinistra                   | Comunismo                                       |
|         | Partito Comunista Rivoluzionario (PCR)          | Segreteria collettiva                           | Estrema sinistra                   | Comunismo Trotskismo                            |
|         | Partito dei CARC (P.CARC)                       | Pietro Vangeli                                  | Estrema sinistra                   | Comunismo                                       |
|         | Partito del Sud (PdS)                           | Natale Cuccurese                                | Sinistra                           | Meridionalismo                                  |
|         | Partito di Alternativa Comunista (PdAC)         | Francesco Ricci                                 | Estrema sinistra                   | Comunismo Trotskismo                            |
|         | Partito della Rifondazione Comunista (PRC)      | Maurizio Acerbo                                 | Sinistra radicale                  | Comunismo Pacifismo                             |
|         | Partito Gay                                     | Fabrizio Marrazzo                               | Trasversale                        | Tutela dei diritti LGBT                         |
|         | Partito Liberale Italiano (PLI)                 | Stefano De Luca                                 | Centro                             | Liberalismo                                     |
|         | Partito Marxista-Leninista Italiano (PMLI)      | Giovanni Scuderi                                | Estrema sinistra                   | Comunismo Marxismo-leninismo                    |
|         | Partito Moderato d'Italia (PMI)                 | Paolo Silvagni                                  | Centro                             | Cristianesimo democratico                       |
|         | Partito Pensiero e Azione (PPA)                 | Antonio Piarulli                                | Centro                             | Liberalismo                                     |
|         | Partito Pensionati (PP)                         | Carlo Fatuzzo                                   | Centro                             | Tutela dei pensionati                           |
|         | Partito Pensionati+Salute (PP+S)                | Giacinto Boldrini                               | Centro                             | Tutela dei pensionati                           |
|         | Partito Pirata Italiano (PPIT)                  | Maria Rosaria lo Muzio                          | Trasversale                        | Democrazia liquida                              |
|         | Partito Socialista Democratico Italiano (PSDI)  | Paolo Preti                                     | Centro-sinistra                    | Socialdemocrazia                                |
|         | Partito Umanista (PU)                           | Giovanna Ubaldeschi                             | Sinistra                           | Umanesimo Universalista Sovranismo di sinistra  |
|         | Partito Valore Umano (PVU)                      | Maurizio Sarlo                                  | Trasversale                        | Nuovo Umanesimo                                 |
|         | Patria e Costituzione (PeC)                     | Stefano Fassina                                 | Sinistra                           | Sovranismo di sinistra                          |
|         | Popolo Veneto (PV)                              | Vito Comencini                                  | Destra                             | Regionalismo                                    |
|         | Potere al Popolo! (PaP)                         | Giuliano Granato Marta Collot                   | Sinistra radicale/Estrema sinistra | Anticapitalismo                                 |
|         | Riconquistare l'Italia (RI)                     | Stefano D'Andrea                                | Trasversale                        | Sovranismo                                      |
|         | Rinascimento (Rin)                              | Vittorio Sgarbi                                 | Centro-destra                      | Tutela del patrimonio artistico e paesaggistico |
|         | Risorgimento Socialista (RS)                    | Franco Bartolomei                               | Sinistra                           | Socialismo                                      |
|         | Sinistra Anticapitalista (SA)                   | Franco Turigliatto                              | Estrema sinistra                   | Comunismo Trotskismo                            |
|         | Socialdemocrazia (SD)                           | Umberto Costi                                   | Centro-sinistra                    | Socialdemocrazia                                |
|         | Solidarietà - Libertà, Giustizia e Pace         | Piero Pirovano                                  | Centro                             | Cristianesimo sociale                           |
|         | Sovranità                                       | Marco Mori                                      | Trasversale                        | Sovranismo                                      |
|         | Tempi Nuovi (TN)                                | Giuseppe Fioroni                                | Centro                             | Cristianesimo democratico                       |
|         | Valore Liberale                                 | Marco Montecchi                                 | Centro                             | Liberalismo                                     |
|         | Volt Italia                                     | Daniela Patti Guido Silvestri                   | Centro-sinistra                    | Federalismo europeo                             |

1. ↑  Partito federato a Forza Italia (FI).

#### Partiti rappresentativi degli italiani all'estero
| Partito | Partito                                      | Leader              | Collocazione  | Ideologia principale                       |
| ------- | -------------------------------------------- | ------------------- | ------------- | ------------------------------------------ |
|         | Unione Sudamericana Emigrati Italiani (USEI) | Eugenio Sangregorio | Centro-destra | Tutela degli italiani residenti all'estero |

### Partiti locali e regionali

#### Valle d'Aosta
| Partito | Partito                                  | Seggi   |
| ------- | ---------------------------------------- | ------- |
|         | Union Valdôtaine (UV)                    | 11 / 35 |
|         | Rassemblement Valdôtain (RV)             | 4 / 35  |
|         | Pour l'Autonomie - Per l'Autonomia (PlA) | 2 / 35  |
|         | Area Democratica - Gauche Autonomiste    | 1 / 35  |
|         | Rete Civica VdA                          | 1 / 35  |
|         | Stella Alpina (SA)                       | 1 / 35  |
|         | Evolvendo                                | 1 / 35  |

- Nuova Valle d'Aosta
- Pays d'Aoste Souverain
- Pour Notre Vallée (PNV)
- Valle d'Aosta Futura
- Vda Ensemble
- Vdalibra

#### Piemonte
- Movimento 4 Ottobre (M4O)
- Verdi Verdi (VV)

#### Liguria
- Progresso Ligure
- Polis

#### Lombardia
| Partito | Partito       | Seggi   |
| ------- | ------------- | ------- |
|         | Lega Lombarda | 15 / 80 |

- Alleanza Civica - Lombardi Civici Europeisti

#### Trentino-Alto Adige

##### Consiglio della provincia autonoma di Trento
| Partito | Partito                                      | Seggi  |
| ------- | -------------------------------------------- | ------ |
|         | Campobase (Cb)                               | 4 / 35 |
|         | Partito Autonomista Trentino Tirolese (PATT) | 3 / 35 |
|         | La Civica                                    | 2 / 35 |
|         | Casa Autonomia                               | 1 / 35 |
|         | Associazione Fassa (Fassa)                   | 1 / 35 |
|         | Onda Civica Trentino (OCT)                   | 1 / 35 |

- Autonomisti Popolari
- Autonomia Dinamica
- Campobase (CB)
- Centro Popolare (CP)
- Popoli Liberi - Freie Völker
- Progetto Trentino (PT)
- Neva Union Autonomista Ladina (Neva UAL)

##### Consiglio della provincia autonoma di Bolzano
| Partito | Partito                                           | Seggi   |
| ------- | ------------------------------------------------- | ------- |
|         | Südtiroler Volkspartei (SVP)                      | 13 / 35 |
|         | Team K (TK)                                       | 4 / 35  |
|         | Süd-Tiroler Freiheit (STF)                        | 4 / 35  |
|         | Verdi del Sudtirolo/Alto Adige (Verdi–Grüne–Vërc) | 3 / 35  |
|         | Die Freiheitlichen (dF)                           | 1 / 35  |
|         | Für Südtirol mit Widmann                          | 1 / 35  |
|         | Freie Fraktion                                    | 1 / 35  |
|         | Wir Bürger - Noi Cittadini - Nëus Zitadins        | 1 / 35  |

- Unitalia - Movimento Iniziativa Sociale
- Enzian
- Perspektiven für Südtirol (PfS)

#### Veneto
| Partito | Partito                      | Seggi   |
| ------- | ---------------------------- | ------- |
|         | Liga Veneta                  | 29 / 51 |
|         | Liga Veneta Repubblica (LVR) | 1 / 51  |

- Indipendenza Veneta (IV)
- Partito dei Veneti (PdV)
- Prima il Veneto (PiV)
- Progetto NordEst (PNE)
- Sanca Veneta (SV)

#### Friuli-Venezia Giulia
| Partito | Partito                     | Seggi  |
| ------- | --------------------------- | ------ |
|         | Patto per l'Autonomia (PpA) | 4 / 48 |
|         | Progetto FVG                | 2 / 48 |
|         | Civica Fvg                  | 1 / 48 |
|         | Open Fvg                    | 1 / 48 |
|         | Slovenska Skupnost (SSk)    | 1 / 48 |

- Autonomia Responsabile (AR)
- Front Furlan (FF)
- Movimento Friuli (MF)
- Movimento Regione Futura

#### Emilia-Romagna
- Rete Civica - Progetto Emilia-Romagna

#### Toscana
- Toscana Domani
- Movimento Autonomista Toscano (MAT)
- Comitato Libertà Toscana (CLT)

#### Marche
| Partito | Partito       | Seggi  |
| ------- | ------------- | ------ |
|         | Civici Marche | 1 / 31 |

#### Umbria
- Civitas Umbria

#### Lazio
| Partito | Partito                    | Seggi  |
| ------- | -------------------------- | ------ |
|         | Sinistra Civica Ecologista | 1 / 51 |

- POP idee in Movimento

#### Abruzzo
- Azione Politica (AP)

#### Molise
| Partito | Partito                   | Seggi  |
| ------- | ------------------------- | ------ |
|         | Costruire Democrazia (CD) | 1 / 21 |

#### Campania
| Partito | Partito        | Seggi  |
| ------- | -------------- | ------ |
|         | Popolari (Pop) | 1 / 51 |

- Davvero
- Democrazia Federalista (DF)
- Noi Campani
- Noi Sud (NS)
- PER le Persone e la Comunità (PER)
- Repubblicani Democratici (RD)

#### Puglia
| Partito | Partito  | Seggi  |
| ------- | -------- | ------ |
|         | Con      | 4 / 50 |
|         | Popolari | 1 / 50 |

- La Puglia in Più
- Lega d'Azione Meridionale (LAM)
- Movimento Politico Schittulli (MPS)
- Puglia Popolare

#### Basilicata
- Popolari Uniti (PU)
- Realtà Italia (RI)

#### Calabria
| Partito | Partito                  | Seggi  |
| ------- | ------------------------ | ------ |
|         | Liberamente Progressisti | 1 / 21 |

- Autonomia e Diritti (AeD)
- I Demokratici (DKR)
- Tesoro Calabria

#### Sicilia
| Partito | Partito                         | Seggi  |
| ------- | ------------------------------- | ------ |
|         | Movimento per l'Autonomia (MpA) | 7 / 70 |
|         | Sud chiama Nord (SCN)           | 3 / 70 |
|         | DiventeràBellissima (#DB)       | 2 / 70 |
|         | Sicilia Futura (SF)             | 2 / 70 |

- Cantiere Popolare (CP)
- Lavoriamo per Palermo (IS)
- Noi Siciliani (NS)
- Partito Socialista Siciliano
- Siciliani Liberi

#### Sardegna
| Partito | Partito                   | Seggi  |
| ------- | ------------------------- | ------ |
|         | Partito Progressista (PP) | 3 / 60 |
|         | Riformatori Sardi (RS)    | 3 / 60 |
|         | Sardegna 20Venti (S20V)   | 2 / 60 |

- Autodeterminatzione (ADN)
- Fortza Paris (FP)
- Indipendèntzia Repùbrica de Sardigna (IRS)
- Liberu - Lìberos Rispetados Uguales (Libe.R.U.)
- Partito dei Sardi (PdS)
- Progetu Repùblica de Sardigna (ProgReS)
- Partito Sardo d'Azione (PSd'Az)
- Partito Rossomori de Sardigna (RM)
- Sardigna Natzione Indipendentzia (SNI)
- Unidos
- Unione dei Sardi (UdS)
- Unione Popolare Cristiana (UPC)

## I partiti politici del passato

### Partiti nazionali
- Partito Democratico Costituzionale (PDC) (1913-1919)
- Partito Futurista Italiano (PFI) (1918-1920)
- Partito Radicale Italiano (PRI) (1904-1922)
- Unione Liberale (UL) (1913-1922)
- Associazione Nazionalista Italiana (ANI) (1910-1923)
- Partito dei Combattenti (PdC) (1919-1923)
- Partito Socialista Riformista Italiano (PSRI) (1912-1924)
- Partito Economico (PE) (1919-1924)
- Partito Liberale Democratico (PLD) (1921-1924)
- Partito Popolare Italiano (PPI) (1919-1926)
- Partito Democratico Sociale Italiano (PDSI) (1922-1926)
- Partito Socialista Unitario (PSU) (1922-1930)
- Partito Nazionale Fascista (PNF) (1921-1943)
- Partito Fascista Repubblicano (PFR) (1943-1945)
- Partito della Sinistra Cristiana (PSC) (1939-1945)
- Partito Democratico Italiano (PDI) (1944-1946)
- Concentrazione Democratica Repubblicana (CDR) (1946)
- Partito d'Azione (PdA) (1942-1947)
- Partito Democratico del Lavoro (PDL) (1943-1948)
- Movimento Unionista Italiano (MUI) (1944-1948)
- Partito Cristiano Sociale (PCS) (1944-1948)
- Fronte dell'Uomo Qualunque (FUQ) (1946-1949)
- Partito Socialista Unitario (PSU) (1950-1951)
- Partito Nettista Italiano (PNI) (1951-1953)
- Unione Socialista Indipendente (USI) (1953-1957)
- Partito Nazionale Monarchico (PNM) (1946-1959)
- Partito Monarchico Popolare (PMP) (1954-1959)
- Movimento Comunità (1947-1961)
- Partito dei Contadini d'Italia (PCd'I) (1920-1963)
- Partito Democratico Italiano di Unità Monarchica (PDIUM) (1959-1972)
- Partito Socialista Italiano di Unità Proletaria (PSIUP) (1964-1972)
- Democrazia Nazionale (DN) (1977-1979)
- Partito di Unità Proletaria (PDUP) (1974-1984)
- Partito Radicale (PR) (1956-1988) (Si trasforma in Partito Radicale Transnazionale)
- Partito Nazionale Pensionati (PNP) (1979-1990 ca.)
- Federazione delle Liste Verdi (FLV) (1986-1990)
- Verdi Arcobaleno (VA) (1989-1990)
- Partito Comunista Italiano (PCI) (1921-1991)
- Democrazia Proletaria (DP) (1978-1991)
- Partito Socialista Italiano (PSI) (1892-1994)
- Partito Liberale Italiano (PLI) (1922-1994)
- Democrazia Cristiana (DC) (1943-1994)
- Partito dell'Amore (1991-1994)
- Movimento Sociale Italiano (MSI) (1946-1995)
- Federalisti e Liberaldemocratici (FLD) (1994-1996)
- Partito Socialista Riformista (PSR) (1994-1996)
- Lega Italiana Federalista (1995-1996)
- Alleanza Democratica (AD) (1993-1997)
- Partito Socialista Democratico Italiano (PSDI) (1947-1998)
- Movimento dei Comunisti Unitari (MCU) (1995-1998)
- Partito Democratico della Sinistra (PDS) (1991-1998)
- Cristiano Sociali (CS) (1993-1998)
- Federazione Laburista (FL) (1994-1998)
- Socialisti Italiani (SI) (1994-1998)
- Italia Federale (IF) (1996-1998)
- Cristiano Democratici per la Repubblica (CDR) (1998)
- La Rete (LR) (1991-1999)
- Partito Socialista (PS) (1996-2001)
- Cristiani Democratici per la Libertà (CDL) (1998-2001)
- Centro Cristiano Democratico (CCD) (1994-2002)
- Partito Popolare Italiano (PPI) (1994-2002)
- Cristiani Democratici Uniti (CDU) (1995-2002)
- Rinnovamento Italiano (RI) (1996-2002)
- I Democratici (Dem) (1999-2002)
- Democrazia Europea (DE) (2001-2002)
- Patto Segni (PS) (1993-2003)
- Patto dei Liberaldemocratici (PLD) (2003-2006)
- Socialisti Democratici Italiani (SDI) (1998-2007)
- Democratici di Sinistra (DS) (1998-2007)
- I Liberal Sgarbi (LS) (1999-2007 circa)
- Democrazia è Libertà - La Margherita (DL) (2002-2007)
- Forza Italia (FI) (1994-2009)
- Alleanza Nazionale (AN) (1995-2009)
- Azione Sociale (AS) (2003-2009)
- Democrazia Cristiana per le Autonomie (DCA) (2005-2009)
- I Socialisti Italiani (SI) (2006-2009)
- Autonomisti per l'Europa (ApE) (2000-2009 circa)
- Sinistra Democratica (SD) (2007-2010)
- Socialisti Uniti - PSI (2009-2011)
- Forza del Sud (FdS) (2010-2011)
- Popolari UDEUR (1999-2013)
- Il Popolo della Libertà (PdL) (2009-2013)
- I Popolari di Italia Domani (PID) (2010-2013)
- Grande Sud (2011-2013)
- Federazione dei Liberali (1994-2014 circa)
- Futuro e Libertà per l'Italia (FLI) (2011-2014)
- Fare per Fermare il Declino (FFD) (2012-2014)
- Partito dei Comunisti Italiani (PdCI) (1998-2016)
- Alleanza per l'Italia (ApI) (2009-2016)
- Sinistra Ecologia Libertà (SEL) (2009-2016)
- Conservatori e Riformisti (CoR) (2015-2017)
- La Destra (LD) (2007-2017)
- Nuovo Centrodestra (NCD) (2013-2017)
- Fronte Nazionale (FN) (1997-2017)
- Alleanza Liberalpopolare - Autonomie (ALA) (2015-2018)
- CasaPound (CP) (2008-2019)
- Scelta Civica (SC) (2013-2019)
- Direzione Italia (DI) (2017-2019)
- Movimento Nazionale per la Sovranità (MNS) (2017-2019)
- Federazione dei Verdi (FdV) (1990-2021)
- Alleanza di Centro (AdC) (2008-2021)
- Cambiamo! (C!) (2019-2022)
- Ambiente 2050 (2022)
- Impegno Civico (IC) (2022)
- Rinascita Repubblicana (2021-2023)
- Articolo Uno (Art.1) (2017-2023)
- ÈViva (2019-2023)
- Green Italia (GI) (2013-2023)
- Identità e Azione (IDeA) (2015-2023)
- Noi con l'Italia (NcI) (2021-2023)
- Italia al Centro (IaC) (2022-2023)
- Alleanza Liberaldemocratica per l'Italia (ALI) (2013-2024)

### Partiti locali e regionali

#### Valle d'Aosta
- Rassemblement Valdôtain (1963-1977)
- Democratici Popolari (1972-1984)
- Union Valdôtaine Progressiste (1973-1984)
- Autonomisti Democratici Progressisti (1984-1998)
- Autonomisti Indipendenti (1991-1993)
- Alleanza Popolare Autonomista (1992-1998)
- Pour la Vallée d'Aoste (1993-1998)
- Autonomistes (1997-2000)
- Vallée d'Aoste Vive (2005-2010)
- Renouveau Valdôtain (2006-2010)
- Fédération Autonomiste (1998-2014)
- Autonomie Liberté Participation Écologie (2010-2019)
- Union Valdôtaine Progressiste (2013-2019)

#### Piemonte
- Unione Ossolana per l'Autonomia (1977-anni '80)
- Union Piemontèisa (1981-1992)
- Lega Padana Piemont (2001-2011)

#### Lombardia
- Autonomia Alleanza Lombarda (1989-1996)
- Lega Alpina Lumbarda (1992-1996)
- Lega per l'Autonomia - Alleanza Lombarda (1996-2009)
- Lega Padana Lombardia (2001-2011)
- Popolari Retici (1997-2018 ca.)

#### Trentino-Alto Adige
- Tiroler Heimatpartei (1963-1968)
- Soziale Fortschrittspartei Südtirols (1966-1978)
- Partito Popolare Trentino Tirolese (1948-1982)
- Sozialdemokratische Partei Südtirols (1973-1983)
- Neue Linke/Nuova Sinistra (1978-1983)
- Partei der Unabhängigen (1972-1988)
- Südtiroler Heimatbund (1974-1989)
- Freiheitliche Partei Südtirols (1988-1992)
- Unione Democratica dell'Alto Adige (1993-2008)
- L'Alto Adige nel Cuore (2013-2018)
- Unione Autonomista Trentino Tirolese (1982-1988)
- Autonomia Integrale (1982-1988)
- Lega Autonomia Trentino (1993-1996)
- Trentino Domani (1998-2003)
- Civica Margherita (1998-2008)
- Leali al Trentino (2003-2015 ca.)
- Civica Trentina (2013-2019)
- Bürger Union für Südtirol (1989-2020)
- Agire per il Trentino (2015-2020)

#### Veneto
- Union del Popolo Veneto (1987-1995)
- Movimento Nordest (1997-1999 ca.)
- Lega Autonomia Veneta (1989-2001)
- Veneto per il PPE (2006-2009 ca.)

#### Friuli-Venezia Giulia
- Lista per Trieste (1978-2006)
- Lega Autonomia Friuli (1993-2018)
- Unione Friuli  (1997-primi anni 2000)

#### Molise
- Partito Popolare Progressista (1993-2002 ca.)
- Costruire Democrazia (2009-?)

#### Campania
- Popolari Democratici (2008-2010)

#### Puglia
- La Puglia Prima di Tutto (2005-2015)
- Io Sud (2009-2016)
- Movimento Regione Salento (2010-2025)
- Sud in Testa (2017-2022)

#### Calabria
- PSE - Lista Mancini (1994-2005)
- Partito Democratico Meridionale (2006-2007)

#### Sardegna
- Partito Sardo d'Azione Socialista (1948-1949)
- Federazione Democratica (1994-1998)
- Partito del Popolo Sardo (2000-2004)
- Progetto Sardegna (2003-2007)
- La Base (2010-2018)

#### Sicilia
- Partito Agrario Siciliano (PAS) (1920-1924)
- Movimento Indipendentista Democratico Repubblicano (1947-1949)
- Movimento per l'Indipendenza della Sicilia (1943-1951)
- Unione Siciliana Cristiano Sociale (1958-1963)
- Movimento Democratico Popolare (1994-1996)
- Liberalsocialisti (1998-2003)
- Nuova Sicilia (2001-2008)
- Primavera Siciliana (2001-?)
- Movimento Popolare Siciliano (2012-?)
- Il Megafono - Lista Crocetta (2012-2016)
- Democratici Riformisti per la Sicilia (2013-2014)
- Articolo 4 (2013-2014)

### Partiti rappresentativi degli italiani all'estero
- Per l'Italia nel Mondo (2006)
- Associazioni Italiane in Sud America (2006-2008)

### Fonti
1. ↑  Costituzione della Repubblica Italiana, articolo 49
2. ↑  C. Mortati, Concetto e funzione dei partiti politici, in Quaderni di Ricerca, s. l., 1949
3. ↑   Giampiero Buonomo, Don Sturzo, la trasparenza e la democrazia nei partiti, in L'ago e il filo, 1º marzo 2011. URL consultato il 15 ottobre 2022.
4. ↑   Aldo Giannuli, Una legge sui partiti? Una premessa storica., su blog di AldoGiannuli, 4 giugno 2016. URL consultato il 15 ottobre 2022.
5. ↑  Colazingari, Silvia, "Corruption in a paternalistic democracy: Lessons from Italy for Latin America." Political Science Quarterly, vol. 113, no. 3 (Fall 1998), p. 447-470.
6. ↑  Vincenzo, Musacchio. "Corruzione e finanziamento illecito dei partiti nelle campagne elettorali in Italia: Le regole europee." Rivista penale, 2014.
7. ↑  Musumeci, Toti S. Il costo della politica ed il finanziamento ai partiti / Toti S. Musumeci. n.p.: Padova: CEDAM, 1999.
8. ↑  PIZZIMENTI, Eugenio, and Piero IGNAZI. 2011. "Finanziamento pubblico e mutamenti organizzativi nei partiti italiani." Rivista Italiana Di Scienza Politica 41, no. 2: 199-236.
9. ↑  Così il vice ministro allo Sviluppo economico, Adolfo Urso, nel dispaccio Ansa 23 febbraio 2010 "CORRUZIONE: URSO, SE LISTE PULITE AVRÀ AVUTO RAGIONE ALFANO ALTRIMENTI SI IMPONE STRADA PARLAMENTARE PER DARE SEGNALE FORTE: vi si legge che "il sistema politico ed elettorale è cambiato (...) Oggi - spiega il viceministro - chi ruba lo fa per sé e perciò per i partiti dovrebbe essere più facile espellere i corrotti".
10. ↑  Mozione n. 1-00269, presentata il 13 aprile 2010 dai senatori FINOCCHIARO, DELLA MONICA, AGOSTINI, LUSI, D'AMBROSIO, ZANDA, LATORRE, CASSON, CAROFIGLIO, CHIURAZZI, GALPERTI, MARITATI: v. testo sull'ordine del giorno della seduta dell'Assemblea del Senato del 13 e 14 aprile 2010.
11. ↑  Borioni, Paolo. Risorse per la politica: il finanziamento dei partiti fra tradizione e innovazione. Roma: Carocci, 2005.
12. ↑  Basso, Lelio, and Achille Albonetti. Il Finanziamento dei partiti: Basso, Battaglia, Capitini, Galloni, Jemolo, Ravaioli, Rossi, Sturzo : Roma: Circolo Stato e libertà, 1978.
13. ↑  Veltri, Elio, and Francesco Paola. I soldi dei partiti: tutta la verità sul finanziamento alla politica in Italia : Venezia: Marsilio, 2012.
14. ↑  Essi «non possono accorgersi di bilanci non veritieri, perché fanno un controllo solo formale» (così Francesca Schianchi, «La certificazione dei rendiconti? Solo una formalità» su «La Stampa», 4/04/2012).
15. ↑  
 Rimborsi elettorali, ecco le irregolarità nei bilanci dei partiti scoperte dalla Commissione di controllo della Camera, su Il Fatto Quotidiano, 8 dicembre 2015. URL consultato il 17 marzo 2022.
16. ↑   Bilanci dei partiti? Commissione garanzia: "Impossibile capire se sono veri o falsi", su Il Fatto Quotidiano, 3 luglio 2015. URL consultato il 17 marzo 2022.
17. ↑   Daniele Errera, Riecco i rimborsi elettorali ai partiti. La proposta del Pd, su Termometro Politico, 24 luglio 2015. URL consultato il 17 marzo 2022.
18. ↑   Finanziamento ai partiti, Camera vota legge che elargisce fondi senza controlli. M5s protesta, lancia banconote in Aula, su Il Fatto Quotidiano, 9 settembre 2015. URL consultato il 17 marzo 2022.
19. ↑  Natalino Irti, in La tenaglia. In difesa dell'ideologia politica, Bari, Laterza, 2008.
20. ↑  Oreste Massari, Quanto contano i partiti, in La Repubblica di Sartori, a cura di Gianfranco Pasquino, "Paradoxa", 1, 2014.
21. ↑   L’addio al Pdl (in frantumi), rinasce Forza Italia, su Corriere della Sera, 16 novembre 2013. URL consultato il 15 ottobre 2022.
22. ↑   Il gran rifiuto di Alfano: «Non aderiamo a Forza Italia, pronti i nuovi gruppi», su Corriere della Sera, 15 novembre 2013. URL consultato il 15 ottobre 2022.
23. ↑   Berlusconi lancia Forza Italia E Alfano il Nuovo Centrodestra, su avvenire.it.
24. ↑  (EN) MAPP Project  - Members & Activists in Political Parties, su projectmapp.eu. URL consultato il 2 dicembre 2022 (archiviato dall'url originale il 2 dicembre 2022).
25. ↑   Le forze fasciste al 1º maggio, in La Stampa, 4 maggio 1932,  p. 1.
26. ↑   Crollano gli iscritti Pd, dagli 800mila del 2008 ai 50mila di oggi. Così i campioni delle tessere si fanno superare da tutti, M5s e FdI compresi, su Il Fatto Quotidiano, 27 dicembre 2022. URL consultato il 29 agosto 2023.
27. ↑   Tajani, siamo a 100mila iscritti, Forza Italia è in ottima salute - Notizie - Ansa.it, su Agenzia ANSA, 16 novembre 2023. URL consultato il 16 novembre 2023.